# Canthigaster cyanetron
Canthigaster cyanetron is een straalvinnige vissensoort uit de familie van kogelvissen (Tetraodontidae). De wetenschappelijke naam van de soort is voor het eerst geldig gepubliceerd in 1989 door Randall & Cea Egaña.